# X4 (bateau)
Pour les articles homonymes, voir X4.
Le X4 est un dériveur solitaire qui date de 1977, son architecte est Christian Maury, qui avait finalisé le 420, assisté de Serge Maury, médaillé d'or en Finn en 1972 et Jean Claude Meyran, directeur des centres de voile au sein de l'UCPA.
Il a été lancé par la Fédération française de voile (FFV).

## Conception
C'est en fait une copie, "théoriquement" améliorée, du Laser anglo-saxon.
Prévu pour être fabriqué à la fois par des amateurs dans des moules distribués par la FFV au sein de ses ligues et de ses clubs, et par des chantiers professionnels, il devait servir à mettre la voile à la portée de tous par la création de flottilles collectives (opération « Voile pour tous »).
La série, malgré un départ initial assez vif a été un grave échec, pour diverses raisons.
La concurrence du Laser, bien implanté internationalement et strictement monotype, le X4 étant resté presque uniquement « franco-français ».
Il comporte des défauts de conception : 
- le cockpit, non autovideur, est trop grand et embarque beaucoup d'eau ; les caissons, dessinés par le champion de finn Serge Maury, sont prévus pour le rappel statique exigé par le Finn, deux fois plus lourd, alors qu'une coque aussi légère exige un rappel mobile et dynamique ;
- le composite utilisé par le pont est du sandwich balsa, qui s'imbibe d'eau à la longue ;
- le mât, fait de trois tubes (dont deux rivetés et un troisième démontable) ne présente pas une courbure régulière et est de qualité inégale selon les fournisseurs d'aluminium ;
- les appendices (dérive et gouvernail, sont en contreplaqué marine trop souple et mal profilé).

Il peut également être entaché de défauts de fabrication : le puits de mât est parfois mal collé sur le fond de la coque, ce qui conduit à son arrachement sous la contrainte de la voile, avec en conséquence un arrachement de tout l'avant du pont (le constructeur Brémaud, repreneur du chantier Gouteron, célèbre pour son 445 a ainsi fait faillite en 1979, en raison principalement de problèmes massifs de garantie sur le X4).
Sa monotypie est trop fantaisiste : en raison de la multiplicité des constructeurs, tant amateurs que professionnels, les poids et la qualité de construction, ainsi que la coupe des voiles, était très disparate, ce qui empêchait les régatiers de lutter à armes véritablement égales.
À l'inverse, le Laser, dont les paramètres de construction sont étroitement contrôlés par un constructeur unique et dont la voile est coupée par un robot table traçante, sur un plan de coupe unique et immuable s'est imposé jusqu'au statut olympique grâce à sa stricte monotypie alors qu'il était initialement un engin de loisir et d'école de voile.

## Usage actuel
De nos jours, le X4 est relégué à un usage de promenade et les acheteurs d'occasions doivent vérifier avec soin les points faibles évoqués ci-dessus.
Le dériveur mesure 4,20 m de long et 1,35 m de large. Il pèse environ 67 kg. Son tirant d'eau est de 0,8 m, et sa surface de voile est de 7 m2.